# Dita Von Teese

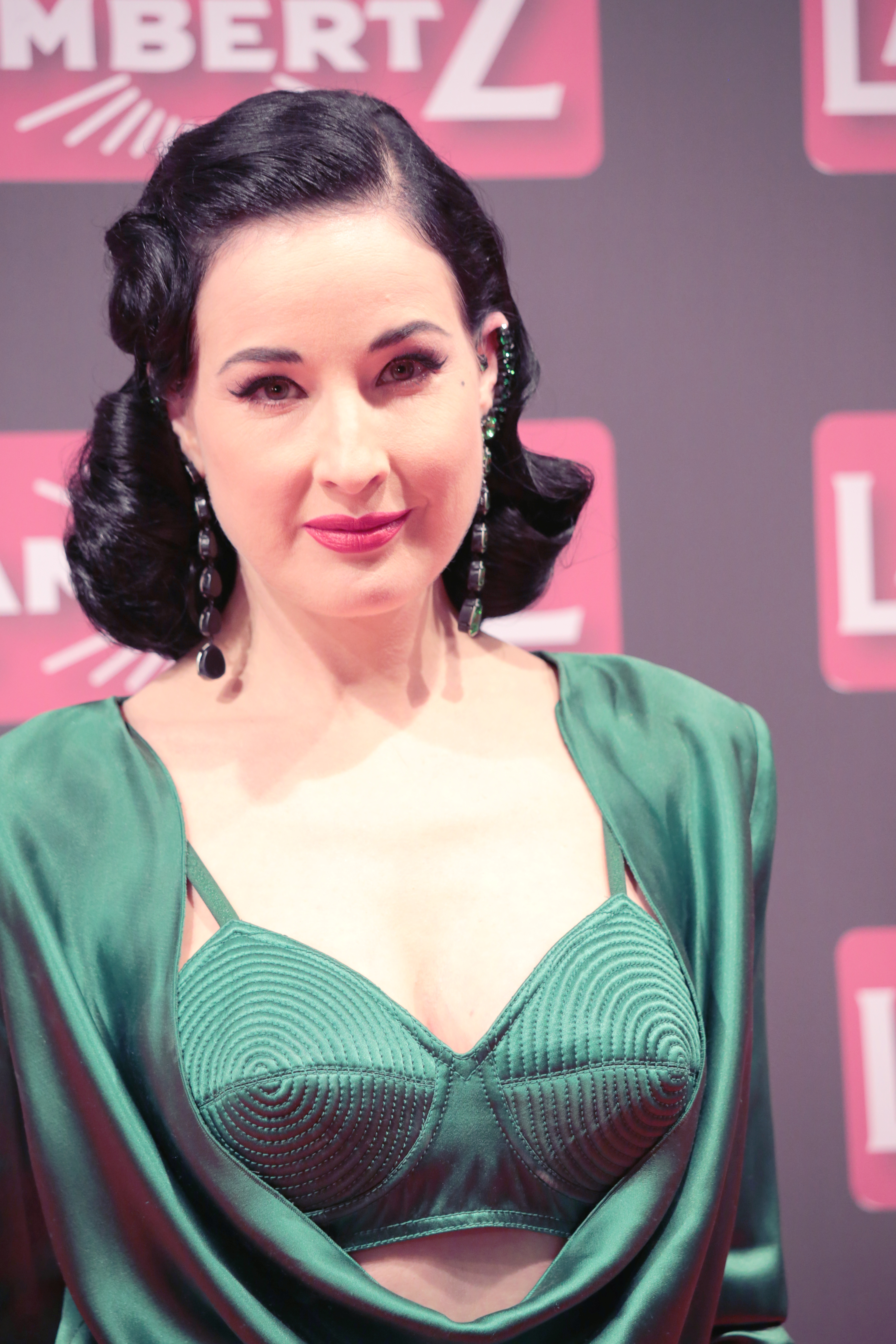
Dita Von Teese (2018)

Dita Von Teese (* 28. September 1972 als Heather Renée Sweet in West Branch, Michigan) ist eine US-amerikanische Tänzerin und Unternehmerin. Sie gilt als wichtigste zeitgenössische Vertreterin des New Burlesque und tritt auch als Model, Sängerin und Schauspielerin auf. Ihr Künstlername wird in den USA wie tease ausgesprochen (deutsch ‚reizen‘) und als Wortspiel verstanden. Er war von ihr ursprünglich als Hommage an die deutsche Schauspielerin Dita Parlo gedacht.

## Leben
Heather Sweet wuchs als mittlere von drei Töchtern in einer bürgerlichen Familie auf.
Durch ihre Großmutter mütterlicherseits ist sie armenischer Herkunft. Mit vier Jahren begann sie, Ballettunterricht zu nehmen und wollte professionelle Tänzerin werden. Eine Verletzung beendete die Pläne, begünstigte aber die Umsetzung ihrer Bühnenshows in späteren Jahren, in denen sie bis heute u. a. in Spitzenschuhen tanzt. Als sie zwölf Jahre alt war, zog sie zusammen mit ihren Eltern und den beiden Schwestern nach Orange County (Kalifornien). Später verkaufte sie neben der Schule teure Unterwäsche in einer Boutique, wodurch ihre Vorliebe für extravagante Mode geweckt wurde. Nach ihrem Abschluss studierte sie Modegeschichte („historic costuming“) und verdiente ihr Geld zunächst als Bühnen- und Discotänzerin in Technoclubs.
Im Jahr 1991 stellte sie Fotos von Bettie Page nach und wird deshalb auch oft mit ihr verglichen:

“Not since Bettie Page has a fetish model inspired such passion as covergirl Dita Von Teese.”

„Seit Bettie Page hat kein Fetischmodel die Gemüter so erregt wie das Covergirl Dita Von Teese.“

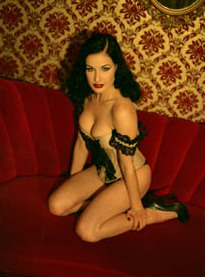
Von Teese ist eine bedeutende Vertreterin des New Burlesque

Von Teese startete eine der ersten Model-Seiten im Internet, auf der sie bislang über 10.000 selbstkreierte Fotos veröffentlicht hat. Unter anderem wurde sie von Fotografen wie Ellen von Unwerth, Juergen Teller, Rankin, Pierre et Gilles, Peter W. Czernich und Gottfried Helnwein abgelichtet. In den Jahren 1999, 2001, 2005 und 2008 ließ sie sich für den Playboy fotografieren.
Dabei legte man ihr nahe, sich einen Nachnamen zu suchen. Ursprünglich hatte sie sich zu Beginn ihrer Karriere in Anlehnung an Stummfilmstar Dita Parlo lediglich Dita genannt. Im Telefonbuch stieß sie auf Von Treese und wählte diesen. Playboy druckte diesen jedoch fälschlicherweise als Von Teese ab, was Dita sofort annahm und sich ab sofort Dita Von Teese nannte.
Als Schauspielerin war sie ab 1995, zunächst noch unter ihrem bürgerlichen Namen Heather Sweet, in Filmen wie Romancing Sara und Matter of Trust zu sehen. Unter der Leitung des Pornoregisseurs Andrew Blake trat sie – als Dita – bei Decadence und Pin-Ups 2 in explizit lesbischen Szenen (u. a. gemeinsame Dildospiele mit Anita Blond) auf. Unter dem Pseudonym Bedroom Betty zog sie sich außerdem schon früher für Internet-Videos vor der Kamera aus.
2004 entstand ein Werbevideo für die Unterwäsche-Marke Agent-Provocateur, in dem Dita Von Teese ein George-W.-Bush-Double aufsucht und mit ihm sadomasochistische Spiele treibt. Der Song dazu, eine Coverversion des Liedes She’s Lost Control (Joy Division), wurde von Siobhan Fahey, Sängerin von Bananarama und Shakespears Sister, beigesteuert. Für ihre Rolle der Gala in dem Kurzfilm The Death of Salvador Dali wurde Von Teese beim Beverly Hills Film Festival 2006 als Beste Darstellerin (Best Female Performance) ausgezeichnet. Bei den Haute-Couture-Schauen im Februar 2006 lief sie als Model für Jean Paul Gaultier. Im Oktober 2006 hatte sie einen Gastauftritt im Crazy Horse in Paris. Im folgenden Jahr war sie erneut als Schauspielerin in dem Horror-Film Saint Francis zu sehen. 2008 begleitete Von Teese den Wiener Bauunternehmer Richard Lugner auf den Wiener Opernball. Zudem zierte sie in erotischer Pose das Cover des ebenfalls 2008 erschienenen Albums Werk 80 II der deutschen Dark-Metal-Band Atrocity. 2009 tanzte sie beim Eurovision Song Contest für den deutschen Beitrag von Alex Swings Oscar Sings! (Miss Kiss Kiss Bang) als „Miss Kiss“ beim Finale in Moskau.

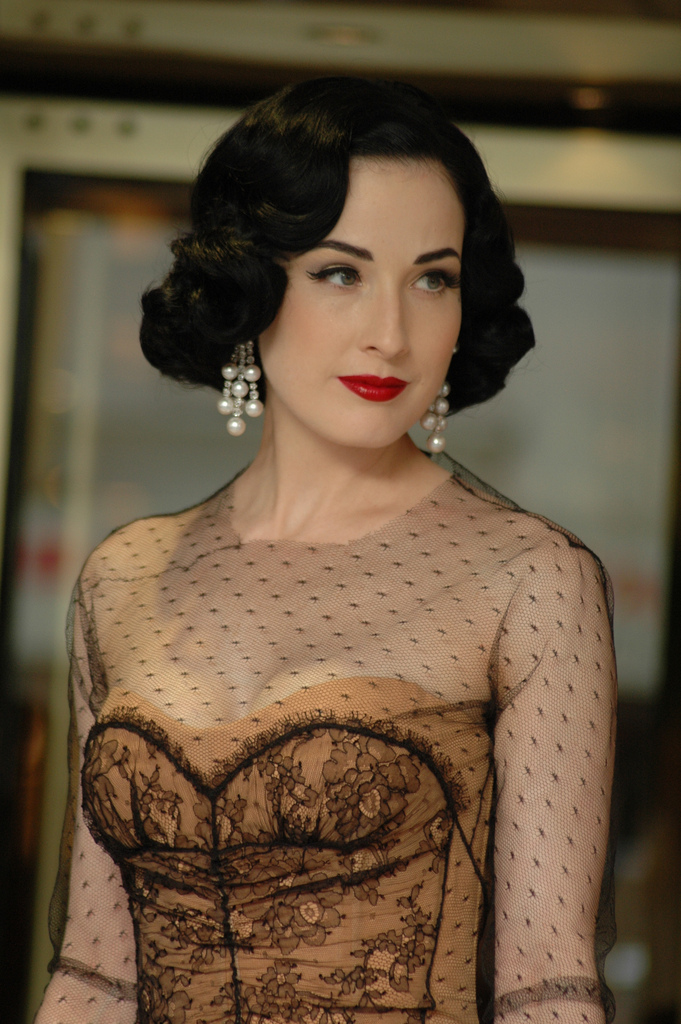
Von Teese bei den Internationalen Filmfestspielen von Cannes 2007

Ihre erste Rolle in einer Fernsehserie hatte Von Teese 2011 in der Folge Nächte der Burlesque (A Kiss Before Frying) der elften Staffel von CSI: Den Tätern auf der Spur als die verführerisch-gefährliche Ellen 'Rita von Squeeze' Whitebridge.
Eine weitere Facette ihrer Arbeit zeigte Von Teese in den letzten Jahren regelmäßig auf der Internetseite von Jim Weathers, einem in den Vereinigten Staaten bekannten Bondage-Produzenten.
Im Februar 2018 wurde ein selbstbetiteltes Album veröffentlicht, auf dem sie Lieder singt, die Sébastien Tellier für sie geschrieben hat.

## Privatleben
Am 3. Dezember 2005 heiratete sie den Musiker Marilyn Manson, mit dem sie seit 1999 zusammen war, reichte jedoch am 29. Dezember 2006 die Scheidung ein. Seit 2014 ist sie mit dem Disney-Mediengestalter Adam Rajcevich liiert.

## Sonstiges
- Teese hat ein Faible für Oldtimer, wofür sie als Expertin gilt, und verkauft historische Autos.[15]

- Der Zeitschrift „GQ“ sagte sie: „Ich finde es witzig, dass gerade ich als Mode-Ikone gelte, wo es doch mein Job ist, Kleider abzulegen.“ Sie selbst interpretiert sich als Reinkarnation der 1940er Jahre: „Meine Shows sind eine Hommage an das vergötterte Glamourgirl.“[16]

- Zu Halloween verkleidet sich Teese gerne mit blonder Perücke als „normale Frau“ (tatsächlich ist sie naturblond).[17]

- Sie hat ein eigenes Unterwäsche-Unternehmen, in welchem sie explizit darauf Wert legt, tragbare Dessous für Frauen sämtlicher Körpergrößen anbieten zu können.[18]

## Filmografie (Auswahl)
- 1995: Romancing Sara
- 1998: Matter of Trust
- 1999: Pin-Ups 2
- 2000: Decadence
- 2001: Slick City: The Adventures of Lela Devin
- 2001: Tickle Party: Volume 2
- 2002: Bound in Stockings
- 2002: Naked and Helpless
- 2004: Blooming Dahlia (Kurzfilm)
- 2005: The Death of Salvador Dali (Kurzfilm)
- 2006: Saint Francis
- 2010: RuPaul’s Drag Race (Reality-Show, Staffel 2, Folge 2)
- 2011: CSI: Den Tätern auf der Spur (CSI: Crime Scene Investigation, Fernsehserie, Staffel 11, Folge 12)
- 2013: Up in the Air (Musikfilm Thirty Seconds to Mars)
- 2018: The Curious Creations of Christine McConnell (Staffel 1, Folge 4)
- 2022: Don’t Worry Darling
- 2022: Bejeweled (Musikvideo von Taylor Swift)